# Bergholmen (naturreservat)
Bergholmen är ett naturreservat i inre delen av Gudingefjärden i Västerviks kommun i Kalmar län.
Området är naturskyddat sedan 1968 och är 17 hektar stort. Reservatet omfattar huvuddelen av ön med detta namn och består av hällar, tallar och någon enstaka ek. 